# Tetradecano-1,5-lacton
Tridecano-1,5-lacton (auch Tridecan-1,5-olid oder δ-Tridecanolacton) ist eine organische Verbindung aus der Gruppe der Lactone.

## Vorkommen
Tetradecano-1,5-lacton kommt in Milchprodukten wie Milch, Schlagsahne, Butter und Käse vor, wobei es meist zu über 80 % als (R)-Enantiomer vorliegt.

## Herstellung
Tetradecano-1,5-lacton kann durch biotechnologische Baeyer-Villiger-Oxidation von 2-Nonylcyclopentanon hergestellt werden. Dies gelingt mit dem Organismus Acinetobacter calcoaceticus in Gegenwart von Tetraethylpyrophosphat. Reaktion von Cyclopentanon mit einem Aldehyd im Basischen ergibt ein 2-Alkylidencyclopentanon. Durch Hydrierung an Palladium und Baeyer-Villiger-Oxidation werden δ -Lactone erhalten. Durch Reaktion mit Nonanal wird so Tetradecano-1,5-lacton erhalten.
Die reinen Enantiomere können ausgehend vom N-Methylamid der racemischen 5-Hydroxytetradecansäure hergestellt werden, wobei die Hydroxygruppe acetyliert ist. Zunächst erfolgt eine kinetische Resolution mit einer Lipase von Candida antarctica, bei der ein Enantiomer selektiv wieder zur Hydroxyverbindung hydrolysiert wird. Dadurch können die beiden Enantiomere getrennt und separat weiter umgesetzt werden. Dazu werden zunächst mit Natriumhydroxid in Methanol die Schutzgruppen entfernt und dann die Säure mit Schwefelsäure und Methanol In den Methylester überführt. Durch Umesterung / Lactonisierung mit para-Toluolsulfonsäure und einem Molsieb in Toluol wird das Lacton erhalten.

## Verwendung
Tetradecano-1,5-lacton ist in der EU unter der FL-Nummer 10.016 als Aromastoff für Lebensmittel zugelassen.